# 大眼鳜
大眼鳜（学名：Siniperca kneri）为輻鰭魚綱鱸形目鱸亞目真鱸科鳜属的鱼类。分布于越南及中國长江及其以南水系等，主要生活于缓流水环境，體長可達31.7公分。该物种的模式产地在宜昌。

## 扩展阅读
維基物種上的相關：大眼鳜